# New Netherland Project
New Netherland Project es una iniciativa para traducir y publicar documentos holandeses del siglo XVII del periodo de la colonización holandesa de Nueva Holanda. Fue inaugurado en 1974 por la New York State Library y la Holland Society. Hasta ahora ha publicado más de 16 volúmenes de documentos traducidos.